# Hôpital Beaujon

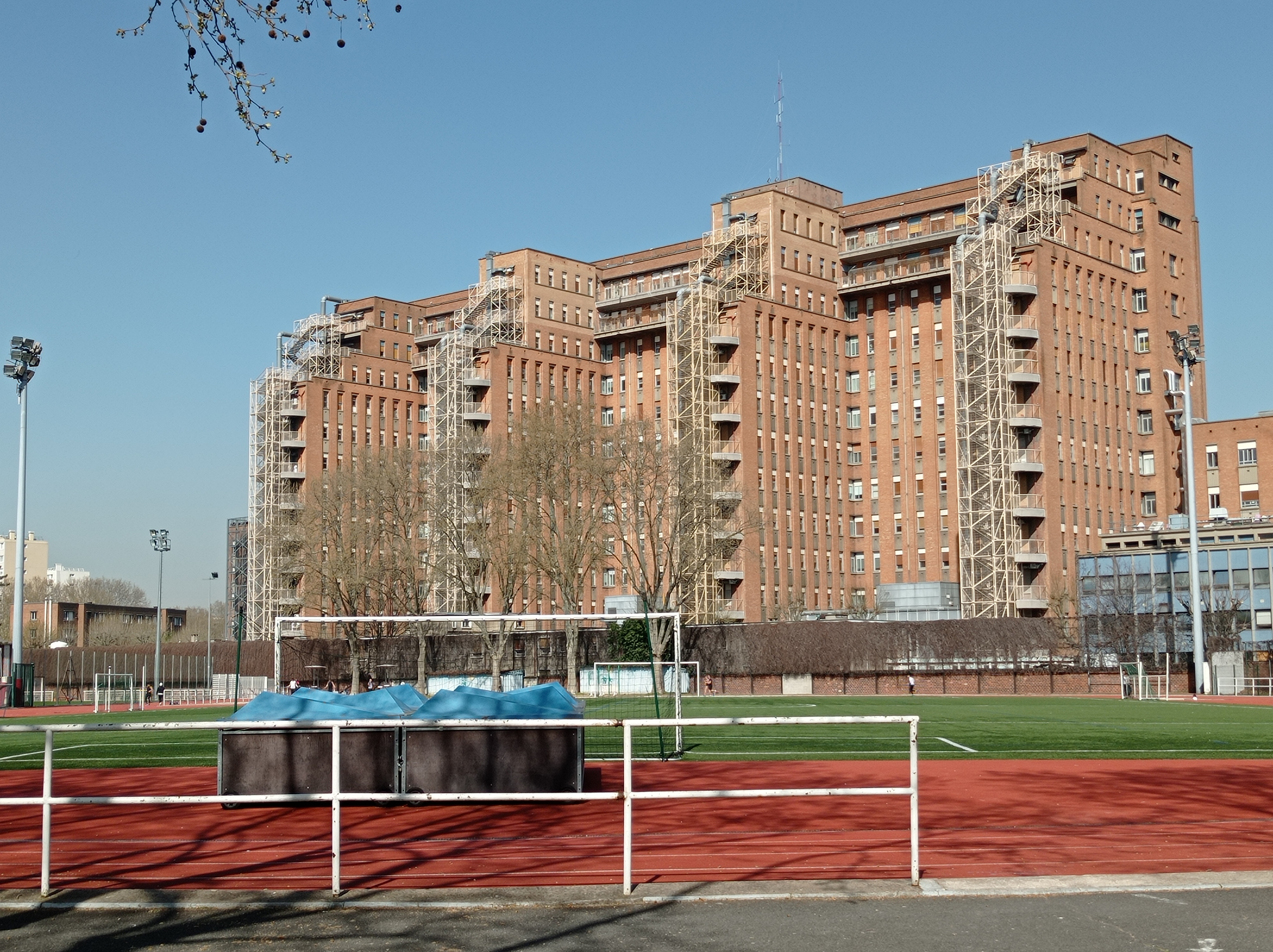
Hôpital Beaujon

Das Hôpital Beaujon ist ein Krankenhaus der Assistance publique – Hôpitaux de Paris (AP-HP) in Clichy (Hauts-de-Seine).
Das Krankenhaus ist Teil der Nord University Hospital Group – Université Paris Cité of the AP-HP. Es verfügt über etwa fünfzehn Fachgebiete, darunter Gastroenterologie, Hepatologie, hepatobiliäre Pankreaschirurgie, kolorektale Chirurgie, Orthopädie, Stomatologie und Innere Medizin.
Es hat seinen Namen von der Straße im 8. Arrondissement von Paris, die Nicolas Beaujon huldigt, dem großen Finanzier des Königreichs, dessen Vermögen es ihm ermöglichte, Wohltätigkeitsorganisationen zu finanzieren.

## Berühmte Ärzte
- Charles Achard (1860–1944), französischer Arzt
- Philippe Juvin (* 1964), französischer Politiker